# 로마린다

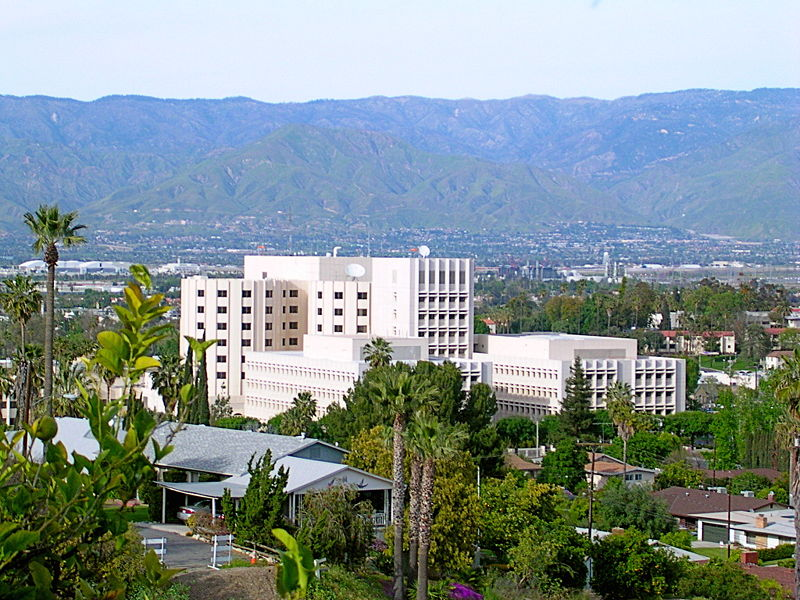
로마린다 대학병원

로마린다(Loma Linda)는 캘리포니아주의 도시로, 인구는 23,261명이다. 장수마을을 연구해온 댄 뷰트너 박사가 평균수명이 긴 '블루존'으로 지정한 다섯 군데중 하나이다. 제칠일안식일예수재림교회 신도들이 주민의 3분의 1이상을 차지한다.

## 역사
마운드시티 호텔(Mound City Hotel)이라는 고급 호텔이 있었으나 1890년 불황으로 도산했다. 1890년대 후반, 호텔을 사들인 로스앤젤레스의 사업가들과 의사들이 로마린다 호텔(Loma Linda Hotel)로 개명하여 건강리조트로 재개관하려 했으나 1904년 호텔이 문을 닫으며 무산되었다. 이를 계기로 로마린다(스페인어로 '아름다운 동산')라는 명칭이 처음 쓰이게 되었다. 1905년 재림교회에서 호텔을 인수해 로마린다 요양원으로 개조했다. 이 요양원은 로마린다 대학교로 발전했다. 1970년 9월 29일에 도시로 편입되었다. 
오늘날 로마린다 메디컬 센터와 어린이 병원에서 900명이 넘는 의사들이 근무하고, 캘리포니아에서 가장 큰 신생아 집중치료실이 있다. 대학과 병원은 전세계의 학생과 환자, 연구자들을 유치하며 도시의 성장에 중요한 역할을 해왔다.

## 인구
| 인구조사              | 인구   | Note  | %±    |
| --------------------- | ------ | ----- | ----- |
| 1970년                | 9,797  |       | —     |
| 1980년                | 10,694 |       | 9.2%  |
| 1990년                | 17,400 |       | 62.7% |
| 2000년                | 18,681 |       | 7.4%  |
| 2010년                | 23,261 |       | 24.5% |
| 2019 (추산)           | 24,482 | [ 3 ] | 5.2%  |
| U.S. Decennial Census |        |       |       |